# 白细胞介素-9
白细胞介素-9（缩写IL-9）是一种细胞因子，由人类基因 IL9 编码，与细胞表面的白细胞介素-9受体结合发挥作用。